# Næsby Stadion
Næsby Stadion er hjemmebane for Næsby Boldklub. 